# بنغاس بوكورتي
بنغاس بوكورتي (الاسم العلمي:Pangasius bocourti ) هو نوع من الأسماك يتبع جنس البنغاس من فصيلة سلور القرش.